# Vorwerk Amalienhof
Vorwerk Amalienhof ist ein Wohnplatz der Gemeinde Märkische Heide im Landkreis Dahme-Spreewald in Brandenburg.

## Geografische Lage
Der Wohnplatz liegt im Nordwesten der Gemarkung. Nördlich befindet sich – durch die Spree voneinander getrennt – der Ortsteil Alt-Schadow, nordwestlich der Wohnplatz Hüttenplatz. Südwestlich befinden sich die Gemeindeteile Hohenbrück und Neu Schadow, westlich der Neuendorfer See.

## Geschichte
Das Vorwerk Amalienhof erschien erstmals als Wohnplatz von Alt-Schadow im Jahr 1895. Gemeinsam mit der ehemals selbstständigen Gemeinde Alt-Schadow kam Vorwerk Amalienhof im Jahr 2003 zur Gemeinde Märkische Heide.